# Автошлях О 151415
Автошлях О151415 — автомобільний шлях місцевого значення у Миколаївській області, колишній автомобільний шлях територіального значення Т-15-18. Проходить територією Заводського, Миколаївського та Очаківського районів через Велику Корениху — Кам'янку. Загальна довжина — 21 км.

## Маршрут
Автошлях проходить через такі населені пункти:
| Автошлях О151415           |        |
| Миколаївська область       |        |
| Заводський район Миколаєва |        |
| Велика Корениха            |        |
| Миколаївський район        |        |
| Жовтневе                   |        |
| Очаківський район          |        |
| Кам'янка                   | Т 1513 |